# پرچم هنگ کنگ
پرچم منطقه ویژه هنگ کنگ (چینی سنتی: 香港區旗) — یا پرچم ناحیه‌ای هنگ کنگ (چینی سنتی: 中華人民共和國香港特別行政區區旗) —یک شامل یک گل پنج‌پر سفید بوهینیا بلاکه‌آنا در مرکز و در زمینه قرمز است. در ۴ آوریل ۱۹۹۰ توسط هفتمین مجلس هنگ کنگ پذیرفته شد. استفاده از این پرچم در پنجاه و هشتمین شورای ملی چین در پکن پذیرفته شد.